# Fashion (banda)
Fashion es una banda de New Wave formada en Birmingham, Inglaterra en 1978. Se inició con el nombre de Fàshiön Music, comenzando con material post-punk y, tras la salida de su cantante y guitarrista original Luke Sky, siguió con géneros más comerciales como el synthpop y el New Romantic.

## Miembros

### Fashion Music (1978-1980)
- Lûke (Lûke Sky o Luke James) (voz, guitarra, bajo, efectos)
- Mulligán (bajo, sintetizador)
- Dik (Dik Mamba, Dik Davies o Dik Davis) (arpa, bajo, batería)
- Miki Cottrell (productor de sonido)

### Fashion (1982, álbum"Fabrique")
- De Hârriss (De Harris o Dennis Harris) (voz, guitarra)
- Marlon Recchi (bajo, coro)
- Mulligan (sintetizador, coro)
- Dik Daviss (Dik Davis) (batería, persusión, coro)

### Fashion (1984, álbum"Twilight Of Idols")
- Alan Darby (voz, guitarra)
- Marlon Recchi (bajo, coro)
- Mulligan (sintetizador, coro)
- Dik Davis (batería, persusión, coro)

## Historia

### Fàshiön Music
Dik Davis (Dik) (percusión, harp, voz), Luke James (Lûke) (guitarra, efectos y voz principal) y Mulligán (bajo, sintetizador y voz) forman la banda con el nombre de Fàshiön Music dentro de la escena New Wave después de la caída del punk. Los tres provenían de la clase trabajadora de Birmingham y tenían el propósito de emerger conquistando el negocio de la música. Tampoco se sentían con la mentalidad "no future" (no futuro) del punk. Estaban desempleados, y solamente Mulligan era el único que había aspirado a algo más estudiando en una escuela de arte y obteniendo por ello un título en Bellas Artes.
Inicialmente tenían su propio sello llamado homónimamente con el nombre de la banda. En esa producen sus primeros sencillos.
Al firmar con el sello IRS, este le graba y realiza el disco Pröduct Perfect en 1979, con toques de reggae y ska.